# Bešeňová
Bešeňová es un municipio del distrito de Ružomberok en la región de Žilina, Eslovaquia, con una población estimada a final del año 2024 de 772 habitantes.
Se encuentra ubicado al sur de la región, cerca del curso alto del río Váh (cuenca hidrográfica del Danubio) y de la frontera con la región de Banská Bystrica.

## Demografía
| Año        | 1994 | 2004    | 2014     | 2024     |
| ---------- | ---- | ------- | -------- | -------- |
| Población  | 402  | 388     | 635      | 772      |
| Diferencia |      | −3,48 % | +63,65 % | +21,57 % |

| Año        | 2023 | 2024    |
| ---------- | ---- | ------- |
| Población  | 754  | 772     |
| Diferencia |      | +2,38 % |